# Cuatro (instrument)
Pour les articles homonymes, voir Cuatro.
Le cuatro (qui signifie quatre en espagnol) est un petit instrument de musique, le plus souvent à quatre cordes (d'où son nom), qui est utilisé au Venezuela, en Colombie, au Mexique et à Porto Rico. C'est une petite guitare qui offre beaucoup de possibilités de jeu rythmique. Elle dérive de la guitare baroque espagnole qui engendra également le cavaquinho portugais, prédécesseur du ukulélé.
Selon le chercheur et musicien Fredy Reyna (es), l'ancêtre de ces "petites guitares" semble être la guitare espagnole à quatre cordes de la Renaissance, appelée aussi guiterne.
Le cuatro de Porto Rico est de forme différente, plus grand, et avec dix cordes (par paires).

## Cuatro continental

### Lutherie

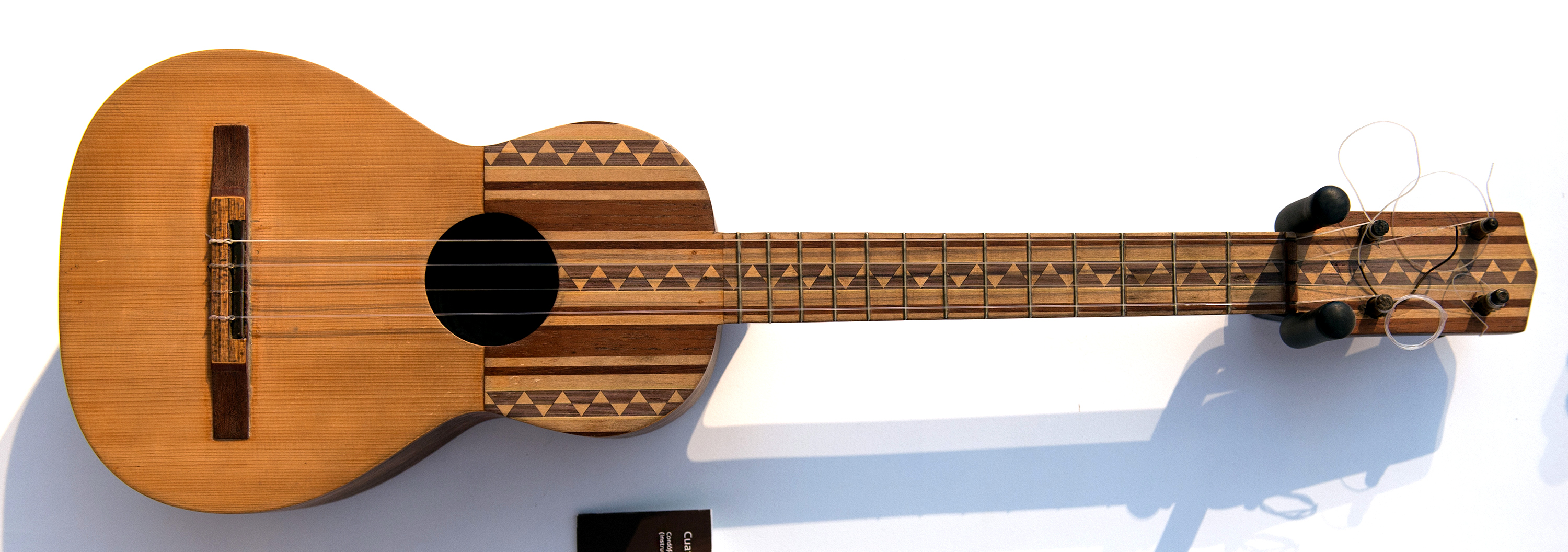
Cuatro vénézuélien traditionnel.

Le cuatro vénézuélien comporte quatre cordes simples (aujourd'hui en nylon, autrefois en boyau). Il est généralement accordé en si3 - fa#4 - ré4 - la3, de l'aigu vers le grave ; mais la décroissance sonore logique des cordes du grave vers l'aigu n'est pas respectée et on trouve des cordes plus graves là où on devrait trouver des médiums (les cordes de « la3 » et « si3 » étant les plus graves). C'est-à-dire que le cuatro vénézuélien fait partie de ces instruments à cordes — comme par exemple le charango dont la corde la plus grave est celle du milieu — dont l'accordage n'est pas progressivement et régulièrement ascendant quand on joue les cordes « à vide » du haut vers le bas, ou descendant quand on les joue de bas en haut (comme c'est le cas par exemple pour la guitare classique).  
Sa forme et son accordage (ou accord) sont comparables à ceux du ukulélé, mais sa sonorité, son caractère et sa technique de jeu en sont bien différents. Il est accordé d'une manière similaire à l'accordage traditionnel en ré du ukulélé, mais la corde de « si » est inférieure d'une octave. Par conséquent, le même doigté peut être utilisé pour former les accords, mais il produit une inversion différente de chaque accord. Il existe des variantes du cuatro vénézuélien ayant 5 cordes ou 6 cordes simples, et jusqu'à huit cordes doubles (groupées par paires).

### Jeu

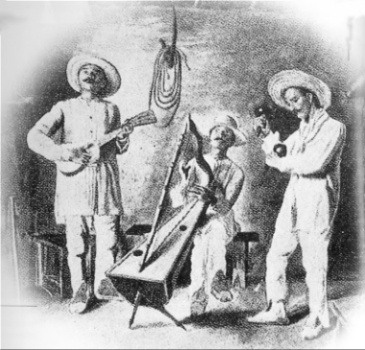
Formation traditionnelle de Joropo, avec cuatro, arpa latina (proche de la harpe paraguayenne), et maracas ; le « cuatriste » et le harpiste chantent en duo. Dessin de 1912 dans l’Atlas de Tradiciones de Venezuela (« Atlas des traditions vénézuéliennes ») d'Eloy Palacios.

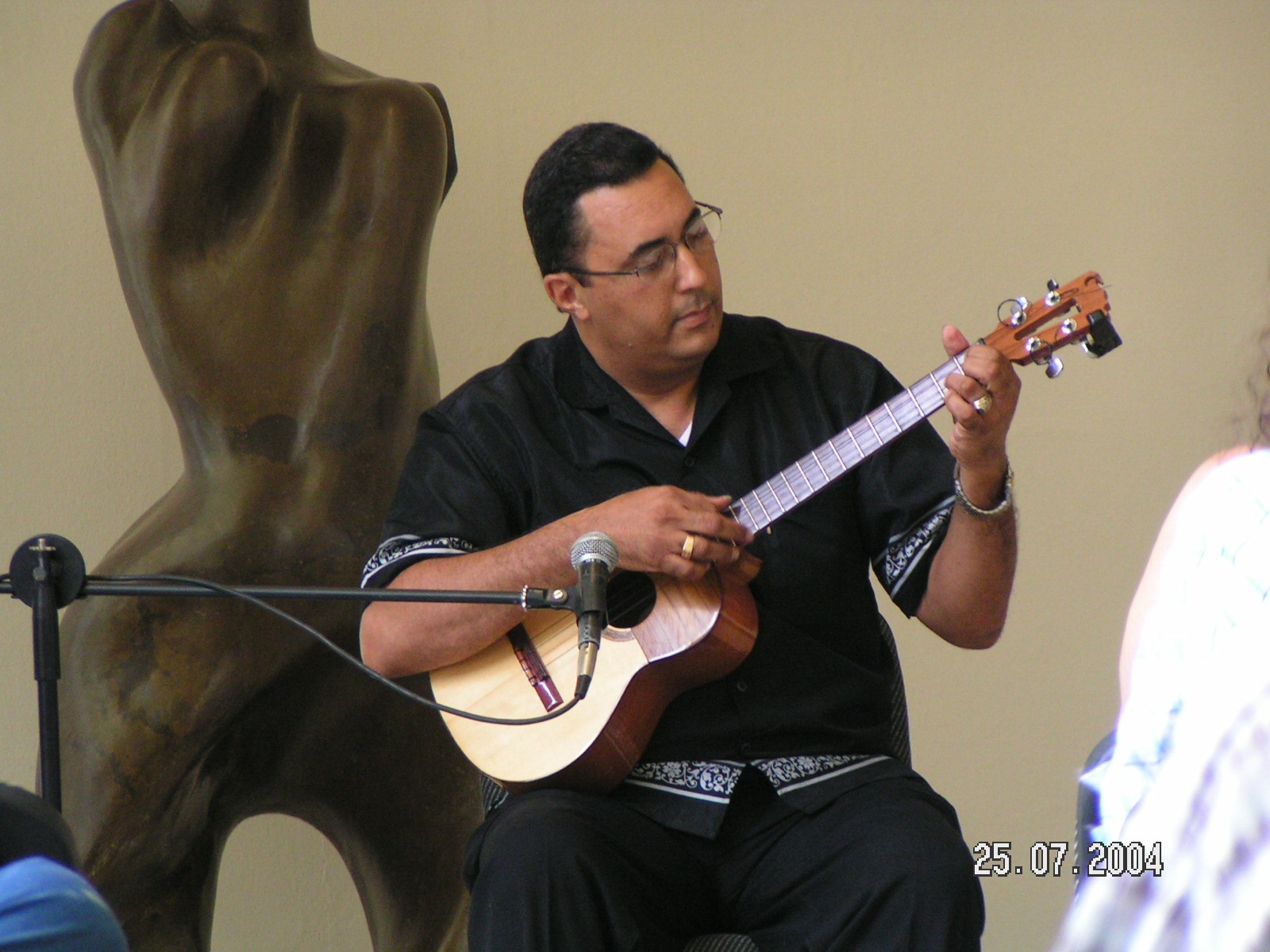
Augusto Ramirez à Caracas en 2004. Virtuose du cuatro vénézuélien il en joue en soliste, soit par battements rythmiques en accords (rasgueo), soit mélodiquement (punteo).

C'est un instrument clé de la tradition folklorique des Llanos du Venezuela et de Colombie. Il accompagne souvent la harpe avec des maracas dans le style llanero, en particulier pour le joropo (danse de couple nationale vénézuélienne) mais aussi parfois pour la tonada (es) (chant doux de bergers, mais aussi chant de travail pour accompagner les travaux des champs). 
Son jeu instrumental principalement harmonico-percussif est composé de beaucoup de golpe, syncopes obtenues par des claqués ou des étouffés sur les cordes. Ceci induit souvent un renforcement de la table sur la partie haute incluant une demi-rosace, dans une essence plus dure pour supporter les effets de percussions, souvent ornée. Le reste de la caisse est souvent dans un bois moins noble : c'est un instrument très populaire que l'on trouve dans beaucoup de maisons, plus encore à la campagne. 
Ce jeu est facilité par des cordes très souples qui autorisent de le "maltraiter". 
Traditionnellement, le cuatro n'est pas utilisé en solo mais uniquement en rythmique. Cependant, depuis un certain temps un nombre croissant de musiciens solistes développent une large palette de sonorités lui donnant un rôle central, comme Cheo Hurtado. On joue alors autant sur la dextérité rythmique et le large éventail d'effets, que sur les accords qui courent alors sur la totalité du manche, tandis que certains jouent en mélodique et se rapprochent de la guitare.

## Cuatro portoricain

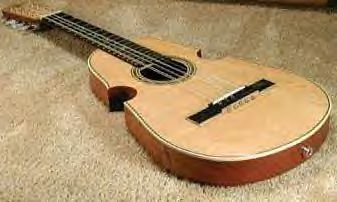
Cuatro portoricain.

Il en existe diverses variétés, anciennes et modernes.

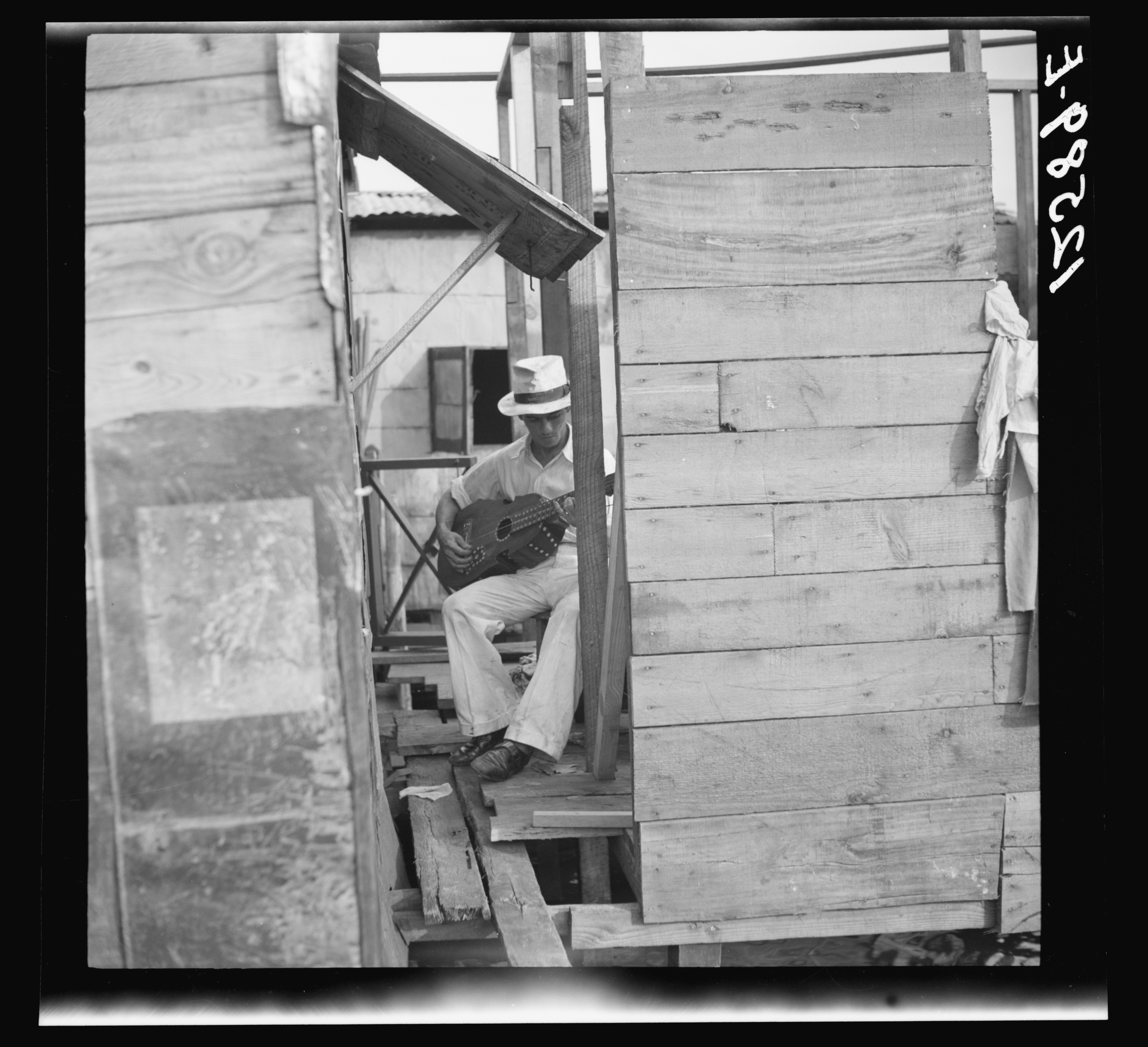
Joueur de cuatro portoricain dans le quartier ouvrier de Puerto de Tierra, à San Juan, Porto Rico.

Le cuatro (« quatre » en espagnol) de Porto Rico, bien que cela puisse paraître contradictoire, comporte cinq « chœurs » ou cordes doubles, donc dix cordes groupées (et jouées) par deux. Cet instrument a gardé ce nom de cuatro (et non cinco « cinq ») parce que, à l'origine, il présentait quatre chœurs de cordes doubles. Le cuatro portoricain conserve une certaine parenté avec la vihuela espagnole. Il est accordé comme la guitare basse à cinq cordes : si-mi-la-ré-sol.

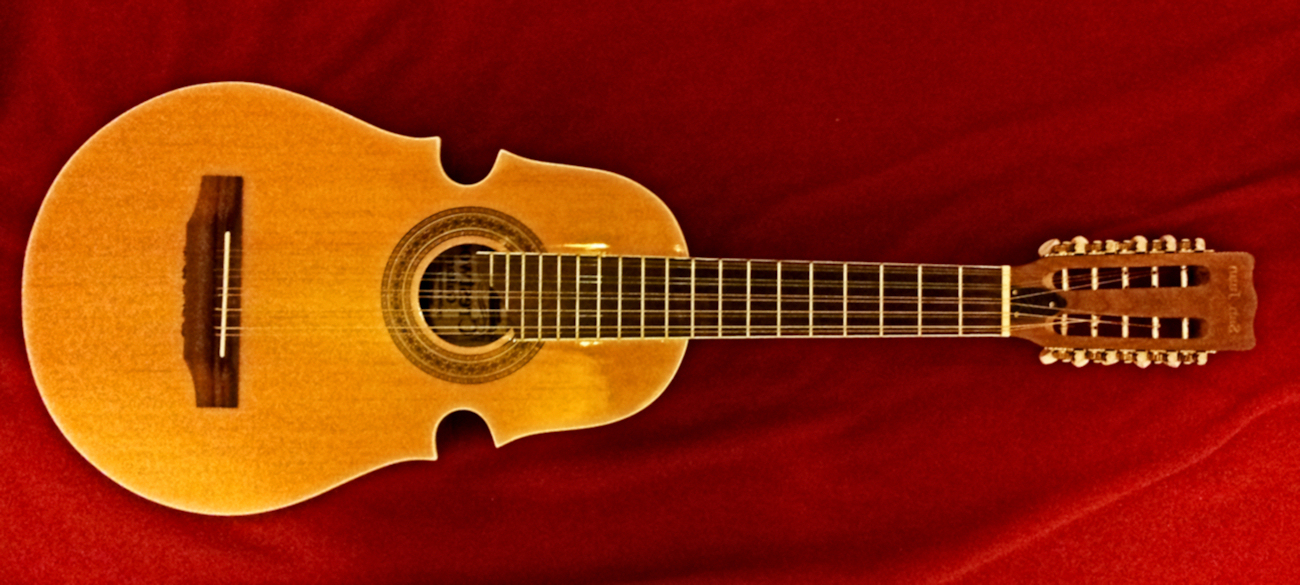
Cuatro portoricain de forme classique.

Cet instrument a connu au long de son histoire des interprètes qui ont acquis reconnaissance et renommée comme Ladislao Martínez Otero (connu sous le nom d'« El Maestro Ladí »), Edwin Colón Zayas, Yomo Toro, Ernie Miranda, Pedro Guzmán et les virtuoses Maso Rivera et Nieves Quintero.

## Variantes
- Le cuatro antiguo, cuadrao ou araña à 4 cordes en boyaux date de l'époque coloniale et était un instrument rural jusqu'au XXe siècle où il disparut. Sa caisse de résonance est typiquement en forme de trou de serrure.
- Le tulipán est une variante à 8 ou 10 cordes métalliques apparue au XXe siècle sous une forme plus arrondie construite de piezas ("pièces") plutôt que enterizo (monoxyle), mais elle a disparu elle aussi.
- Le moderno, apparu au XIXe siècle, à 10 cordes et à la forme proche du violon (on l'appelle aviolinado), rendu célèbre par Ladislao Martínez en 1930.
- Le higuera en gourde ovale, dérivé des instruments des esclaves noirs africains, avec 4 à 10 cordes.
- Le dos puntos est un cuatro à 8 cordes proche des mandolines créées par le luthier Martín au XXe siècle.

### Jeu
L'antiguo était utilisé pour les services divins et les fêtes agricoles. Le moderno pour des pièces plus jazzy.